# Enclaves chypriotes turques

Carte ethnique de Chypre en 1973
Chypriotes grecs
Enclaves chypriotes turques
Bases militaires britanniques

Les enclaves chypriotes turques sont habitées par des Chypriotes turcs entre la violence inter-ethnique de 1963-64 et l'invasion turque de Chypre de 1974.

## Événements menant à la création des enclaves
En décembre 1963, le président de la république de Chypre, l'archevêque Makarios, citant les tactiques chypriotes turques visant à entraver le fonctionnement normal du gouvernement, propose les 13 amendements proposés par Makarios III à la constitution post-coloniale de 1960. Cela précipite une crise entre la majorité chypriote grecque et la minorité chypriote turque, et la représentation chypriote turque au gouvernement prend fin. La nature de cet événement est controversée. Les Chypriotes grecs affirment que les Chypriotes turcs se sont volontairement retirés des institutions de la république de Chypre, tandis que la narration chypriote turque prétend que les Chypriotes turcs ont été exclus de force.
Après le rejet des amendements constitutionnels par la communauté chypriote turque, la situation escalade en violence intercommunale à l'échelle de l'île. 103 à 109 villages chypriotes turcs ou mixtes sont attaqués et 25 000 à 30 000 Chypriotes turcs deviennent des réfugiés, Selon les archives officielles, 364 Chypriotes turcs et 174 Chypriotes grecs sont tués. Les Chypriotes turcs commencent alors à vivre dans des enclaves ; la structure de la république est modifiée unilatéralement par Makarios et Nicosie est divisée par la ligne verte, avec le déploiement des troupes de l'UNFICYP.

## Situation dans les enclaves
Les enclaves sont dispersées sur toute l'île. Les enclaves sont privées de nombreuses nécessités. Les restrictions sur les enclaves commencent à être assouplies après 1967 et de nombreux Chypriotes turcs commencent à retourner dans les villages qu'ils avaient quittés en 1963.[réf. nécessaire]

### Interdiction de biens
La république de Chypre dirigée par les Chypriotes grecs interdit la possession de certains articles par les Chypriotes turcs et l'entrée de ces articles dans les enclaves. Les restrictions visent non seulement à restreindre les activités militaires des Chypriotes turcs, mais aussi à empêcher leur retour à une normalité économique. En ce qui concerne les carburants, tous les types de carburants, y compris le kérosène, sont initialement interdits, mais l'interdiction du kérosène est levée en octobre 1964. L'interdiction de l'essence et du diesel reste en vigueur jusqu'à ce moment-là et entrave l'approvisionnement alimentaire des enclaves. L'interdiction des matériaux de construction empêche la restauration des maisons endommagées par les combats à l'approche de l'hiver, et l'interdiction des vêtements en laine affecte l'approvisionnement en vêtements des Chypriotes turcs, mettant particulièrement les déplacés dans une situation préoccupante. La restriction sur les matériaux de tente bloque davantage la construction de lieux de résidence temporaires pour les déplacés. Voici une liste des articles interdits au 7 octobre 1964, selon un rapport du secrétaire général des Nations unies:
| - Accumulateurs - Ammonium nitrate - Fer en angle - Pièces de rechange pour automobiles - Sacs - Câbles - Filets de camouflage - Cartouches, fusil de chasse - Ciment - Métal concassé - Pierre concassée | - Détonateurs électriques - Détonateurs et explosifs - Carburant, en grandes quantités - Galvanomètres - Piquets en fer - Pôles et tiges en fer - Tissu de couleur kaki - Détecteurs de mines - Postes de radio - Fusibles de sécurité - Sable | - Clous pour bottes - Soufre - Téléphones - Tentes et matériaux pour tentes - Plaques d'acier épaisses - Bois - Pneus - Fil de fer, y compris barbelé - Coupe-fils - Vêtements en laine (s'ils peuvent être utilisés militairement) |

### Restrictions de voyage
La liberté de mouvement des Chypriotes turcs est restreinte pendant cette période. La police chypriote grecque commet ce que le Secrétaire général de l'ONU appelle des « contrôles et fouilles excessifs et apparemment inutiles », ce qui instille la peur chez les Chypriotes turcs qui doivent voyager. Les Chypriotes turcs subissent le harcèlement des officiers nationalistes chypriotes grecs aux points de contrôle, aux aéroports et dans les bureaux du gouvernement. Le secrétaire général note également ses préoccupations concernant les cas d'arrestation et de détention arbitraire. La police chypriote grecque impose des restrictions aux déplacements des Chypriotes turcs en dehors de l'enclave de Nicosie-Nord. Initialement, le mouvement des Chypriotes turcs vers et depuis Lefka n'est pas autorisé du tout, la restriction est assouplie en octobre 1964 pour leur permettre de voyager vers l'est, mais pas vers l'ouest en direction de Limnitis. Les médecins chypriotes turcs ne sont pas non plus autorisés à voyager librement pour exercer leur profession, les Chypriotes grecs insistent pour qu'ils soient fouillés.

### Situation économique
La période de 1963-1974 voit l'élargissement des disparités économiques entre les deux communautés. Alors que l'économie chypriote grecque bénéficie de secteurs touristiques et financiers florissants, les Chypriotes turcs deviennent de plus en plus pauvres et le chômage augmente. Les enclaves sont soumises à un embargo économique par l'administration chypriote grecque de la république de Chypre, le commerce entre les communautés est bloqué. En raison des restrictions de voyage, un grand nombre de Chypriotes turcs doivent quitter leur emploi précédent. Les réfugiés, quant à eux, ont été déracinés de leurs anciennes sources de revenus. La période voit ainsi le début de l'aide du gouvernement turc, car en 1968, la Turquie commence à donner environ 8 000 000 £ par an aux Chypriotes turcs.

## Liste des enclaves chypriotes turques
- Kazivera (Gaziveren)
- Kokkina (Erenköy)
- Limnitis (Yeşilırmak)
- Lefke (Lefke)
- Nicosie-Agirda (Lefkoşa-Ağırdağ)
- Chatos (Çatoz/Serdarlı)
- Galinoporni (Kaleburnu)
- Kofínou (Geçitkale)
- Louroujina (Akincilar)
- Angolemi (Taşpınar)
- Pérgamos (Beyarmudu)

Enclaves plus petites au sein des principales villes :
- Paphos (Mouttalos/Kasaba)
- Larnaca (İskele)
- Famagouste (Mağusa/Suriçi)